# Lista över Azerbajdzjans presidenter
Azerbajdzjans president (azerbajdzjanska: Azərbaycan Prezidenti) är landets statschef. 
Enligt landets konstitution förkroppsligar presidentämbetet statens kontinuitet, samhörighet likaså garant för dess fortbestånd. Presidenten utser landets premiärminister med Azerbajdzjans nationalförsamlings samtycke.
Ämbetet har funnits sedan landets (under Sovjettiden Azerbajdzjanska SSR) självständighet från Sovjetunionen 1991.

## Azerbadjans presidenter
| Nr | Namn            | Bild | Tillträdde      | Avgång           | Parti                                                     | Not   |
| -- | --------------- | ---- | --------------- | ---------------- | --------------------------------------------------------- | ----- |
| 1. | Ayaz Mütällibov |      | 18 maj 1990     | 18 maj 1992      | Azerbajdzjanska kommunistpartiet 1990–1991 Partilös 1991– |       |
| 2. | Äbülfäz Elçibäy |      | 17 juni 1992    | 1 september 1993 | Azerbajdzjans folkfrontsparti                             |       |
| 3. | Gejdar Alijev   |      | 10 oktober 1993 | 31 oktober 2003  | Nya Azerbajdzjanska Partiet                               | [ 3 ] |
| 4. | Ilham Aliyev    |      | 31 oktober 2003 | Innehar ämbetet  | Nya Azerbajdzjanska Partiet                               | [ 4 ] |

## Galleri

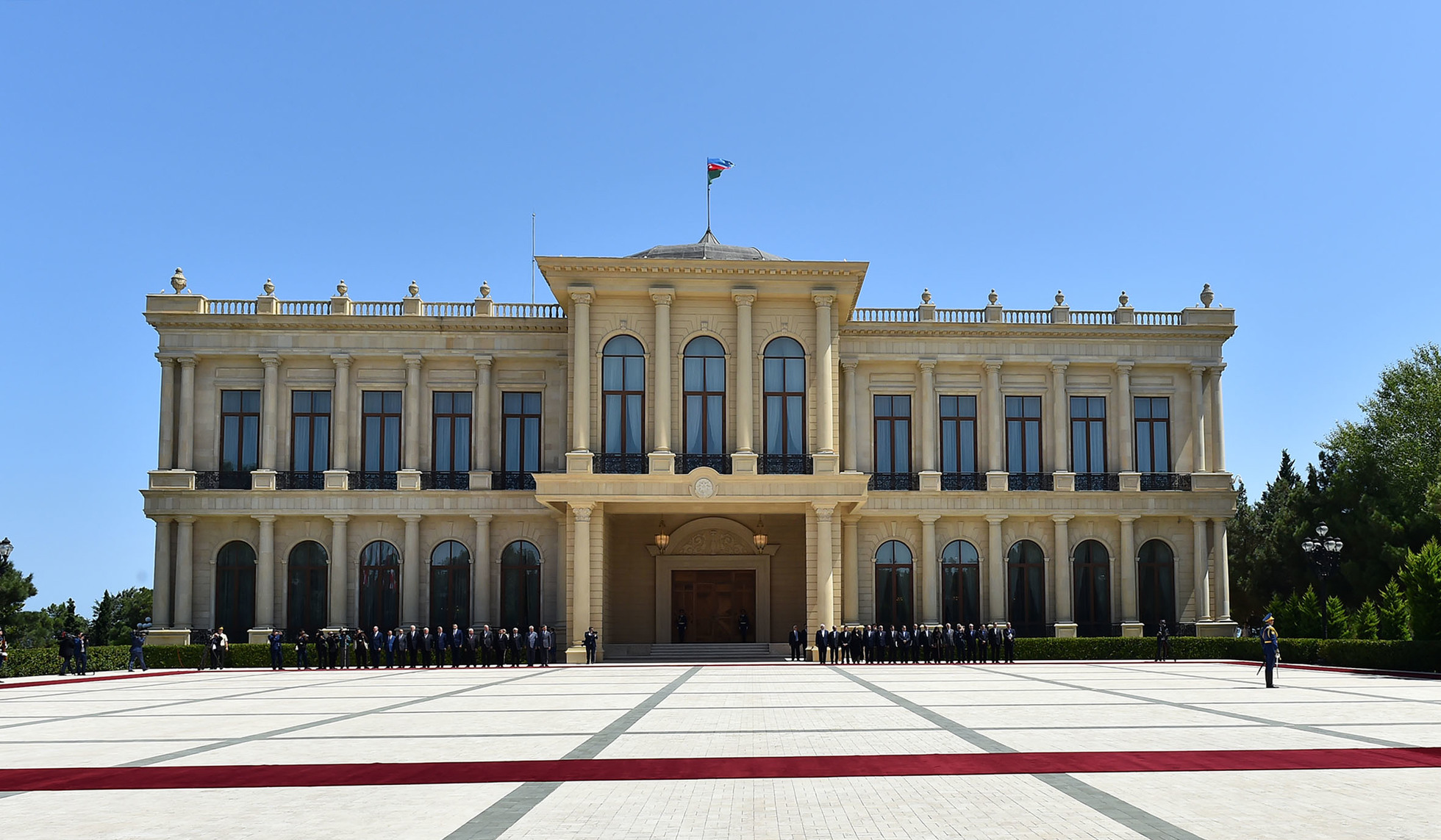
Zughulba är presidents officiella residens i Baku.